# Karelens flygflottilj
Karelens flygflottilj eller Karjalan lennosto är en flygflottilj inom flygvapnet som verkat i olika former sedan 1940. Förbandsledningen är förlagd i Siilinjärvi-Kuopio garnison vid Kuopio flygplats.

## Historik
Karelens flygflottilj bildes den 27 mars 1940 under namnet Luftregemente 3 och bestod då av flygskvadroner LLv 30, LLv 32 och LLv 34. Efter kriget genomfördes en omorganisation av det finländska flygvapnet, under vilken Flygregementet 2 indrogs 1952 och dess delar anslöts till Flygregementet 3 i Uttis. År 1957 döptes flygregementena om till flottiljer, vilka därmed även tilldelades regionala uppgifter inom det finländska luftförsvaret. Den till Uttis förlagda Flygflottiljen 3 flyttades 1961 till Rissala och fick sitt nuvarande namn Karelens flygflottilj, samt utrustades som första flottilj i Finland med moderna jaktplan av typen Mig-21F. År 1998 kom flottiljen att beväpnas med F-18C/D Hornet.

## Verksamhet
Flottiljens främsta uppgift är att skydda och försvara luftrummet samt att stödja landtrupper. Flottiljen utbildar beväringar för övervakning från luften och för allmän service och support för flygningar. 

### Organisation
31. jaktflygdivision är den operativa enheten vid Karelens flygflottilj och består av:
- 1st Flight utrustad med F-18C/D samt utbildar mekaniker.
- 2nd Flight utrustad med F-18C/D samt utbildar piloter.
- 4th Flight utrustad med Valmet Vinka, PA-31-350 Chieftain och Valmet L-90TP Redigo.

## Förbandschefer
Förbandschefen tituleras flottiljchef och har tjänstegraden överste.

- 1955–1958: Överste Oskar Tuomisalo
- 1958–1960: Överstelöjtnant Kalevi Sarvanto
- 1960–1968: Överste Lauri Pekuri
- 1968–1972: Överste Reino Nykänen
- 1972–1978: Överste Veikko Hietamies
- 1978–1980: Överste Veli Pernaa
- 1980–1984: Överste Pertti Tolla
- 1984–1987: Överste Matti Antikainen
- 1987–1991: Överste Matti Ahola
- 1991–1994: Överste Aarno Liusvaara
- 1994–1996: Överste Heikki Harjunmaa
- 1996–2002: Överste Heikki Lyytinen
- 2003–2005: Överste Hannu Karjalainen
- 2005–2006: Överste Ari Jussila
- 2006–2009: Överste Juha Suonperä
- 2009–2012: Överste Ari Jussila
- 2012–2015: Överste Ossi Sivén
- 2015–2017: Överste Jari Mikkonen
- 2017–2018: Överste Markus Päiviö
- 2018–2021: Överste Timo Herranen
- 2021–2023: Överste Aki Puustinen
- 2023–20xx: Överste Johan Anttila

## Namn, beteckning och förläggningsort
| Flygregemente 3       | 1940-03-27 | – | 1952-11-30 |
| 3. flygvapnet         | 1952-12-01 | – | 1956-12-31 |
| Karelens flygflottilj | 1957-01-01 | – |            |

| FR 3    | 1940-03-27 | – | 1952-11-30 |
| KARLSTO | 1952-12-01 | – |            |

| Uttis flygplats (F)  | 1940-03-27 | – | 1961-??-?? |
| Kuopio flygplats (F) | 1961-??-?? | – |            |